# Apochthonius knowltoni
Apochthonius knowltoni es una especie de arácnido  del orden Pseudoscorpionida de la familia Chthoniidae.

## Distribución geográfica
Se encuentra en Wyoming (Estados Unidos).